# Артаферн (посол)
Артаферн (др.-греч. Ἀρταφρένης) — дипломат персидского царя Артаксеркса I

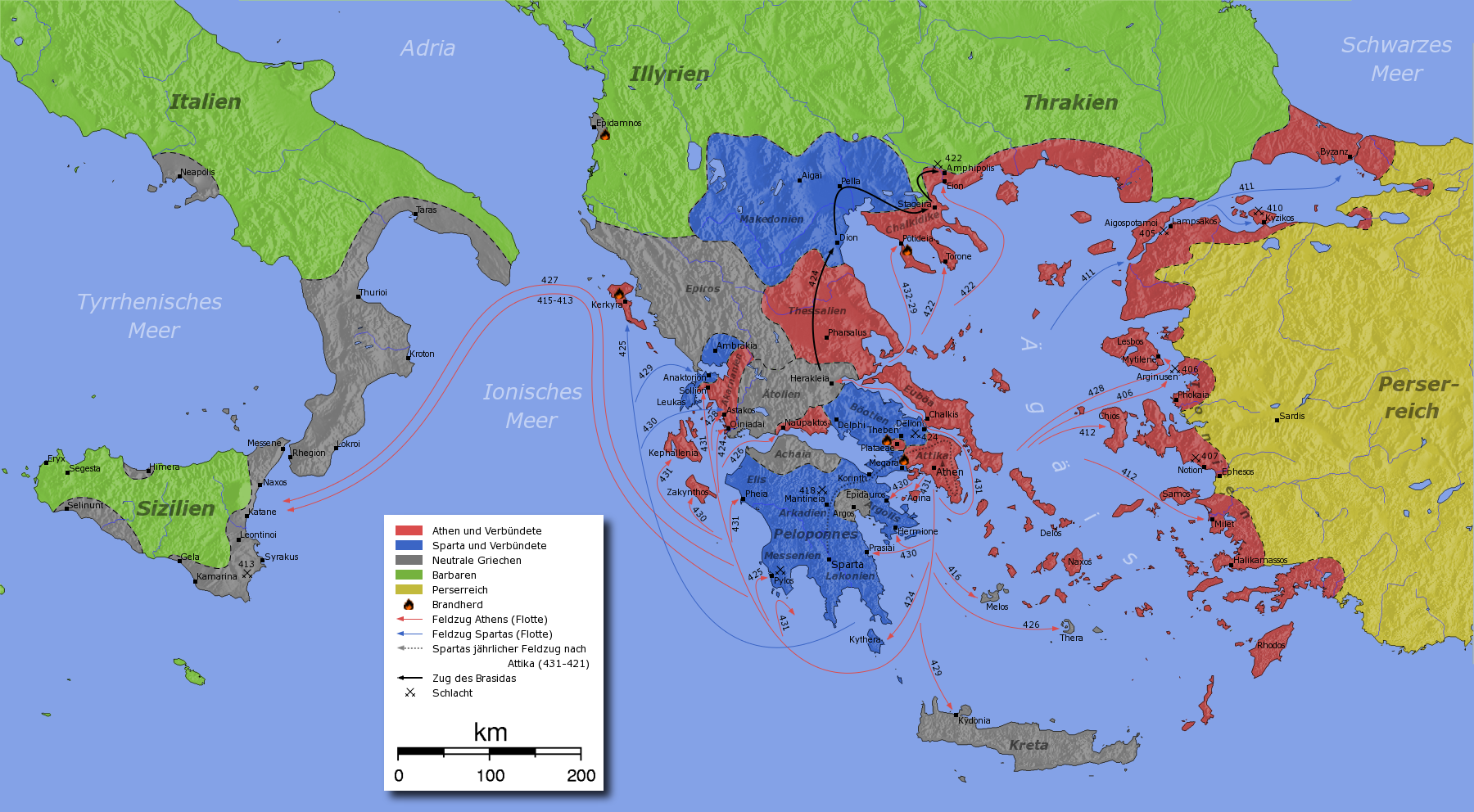
Ход Пелопоннесской войны

## Биография
Во время затяжной Пелопоннесской войны и Афины, и Спарта были заинтересованы в сохранении и развитии своих отношений с державой Ахеменидов, бывшим общим врагом.
В 425 году до н. э. Артаферн получил от Артаксеркса I распоряжение посетить Спарту и предложить лакедемонянам направить своих представителей к царю для ведения дальнейших переговоров, так как ранее направленные послания спартанцев носили противоречивый характер, и царь не мог понять их намерения. Однако в городе Эйон на реке Стримон персидский посол был захвачен афинским полководцем Аристидом, направленным для сбора фороса, и доставлен вместе с грамотами в Афины.
Афиняне, ознакомившись с содержанием писем, приняли решение направить в Персию собственных дипломатов, которые вместе с Артаферном прибыли затем в Эфес. Исследователь Э. В. Рунг полагает, что афинские власти в любом случае хотели помешать заключению возможного договора между Спартой и Артаксерксом. При этом, по мнению А. Раубечека, присутствовало и желание получить от персов денежные средства, необходимые для успешного ведения войны в Элладе. А. Бламайер полагает, что так как условия Каллиева мира не препятствовали ведению переговоров любого греческого полиса с Ахеменидской державой, то в планах афинян было изменить эти условия так, чтобы дипломатически путем исключить возможность выступления Персии на стороне лакедемонян.
Однако, находясь уже в Малой Азии, афинская миссия узнала в смерти Артаксеркса и поэтому была вынуждена повернуть обратно.